# 张志岳
张志岳（1911年—1993年），字伯高，男，江西余干人，中国古典文学研究家，哈尔滨师范大学教授，曾任中华诗词学会顾问。